# Novi Karlovci
Novi Karlovci (cyr. Нови Карловци) – wieś w Serbii, w Wojwodinie, w okręgu sremskim, w gminie Inđija. W 2011 roku liczyła 2856 mieszkańców.